# Скерда двулетняя
Ске́рда двуле́тняя (лат. Crépis biénnis) — травянистое растение, вид рода Скерда семейства Сложноцветные (Compositae). Типовой вид рода.
Обычный в Европе вид, встречающийся по лугам и зарослям кустарников. Изменчив по размеру корзинок и форме листьев.

## Ботаническое описание

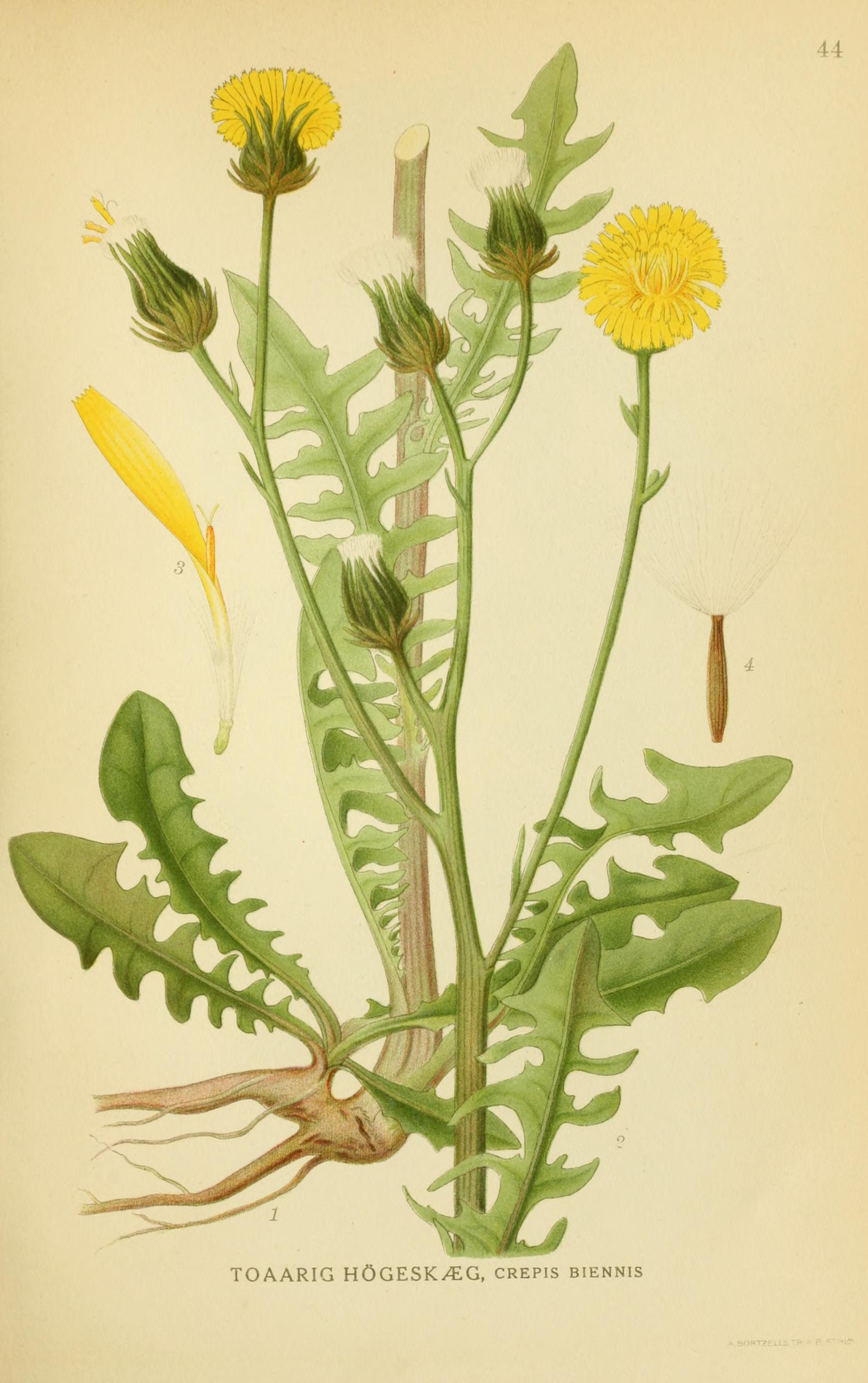

Двулетнее, реже однолетнее растение, достигающее 40—125 см в высоту, покрытое жёстким опушением, более выраженным в нижней части, или же почти голое. Стебель единственный, полый, с продольными бороздками, в нижней части нередко красновато-фиолетовый, ветвящийся только в верхней части.
Листья перисто-разрезные, с продолговато-ланцетными долями, отогнутыми к основанию листа, стеблевые листья сидячие, самые верхние — цельные, узколанцетные до линейных. Нижняя поверхность покрыта отстоящими волосками, наиболее заметными по средней жилке.
Корзинки собраны в щитковидное общее соцветие, обёртка около 6 мм в поперечнике и около 10 мм длиной, листочки её тупые, с внешней стороны паутинисто-опушённые, с немногочисленными простыми и чёрными железистыми волосками, с внутренней стороны покрытые прижатым опушением. Листочки внешнего ряда отставлены, ланцетной формы. Все цветки язычковые, жёлтые.
Семянки желтовато-бурые, с 13—17 более светлыми продольными рёбрами, продолговато-цилиндрические, сужающиеся к концам, около 4 мм длиной и 0,5 мм толщиной. Хохолок белый, около 6 мм длиной, многорядный, состоит из простых волосков.

## Распространение
Широко распространённое в Европе растение, занесённое в Северную Америку. Встречается по лугам, по зарослям кустарников, реже — как сорное.

## Классификация

### Таксономия[2]
Crepis biennis L., 1753, Sp. Pl. : 807 
Вид Скерда двулетняя относится к роду Скерда (Crepis) семейства Астровые (Asteraceae) порядка Астроцветные (Asterales). Кладограмма в соответствии с Системой APG IV:
|  |                                      |  |                                   |                                   |                    |  | ещё 10 семейств | ещё 10 семейств |                  |  |                       |  | еще 242 подтвержденных и 191 в статусе "непроверенных" видов и инфравидовых таксонов | еще 242 подтвержденных и 191 в статусе "непроверенных" видов и инфравидовых таксонов |  |
|  |                                      |  |                                   |                                   |                    |  | ещё 10 семейств | ещё 10 семейств |                  |  |                       |  | еще 242 подтвержденных и 191 в статусе "непроверенных" видов и инфравидовых таксонов | еще 242 подтвержденных и 191 в статусе "непроверенных" видов и инфравидовых таксонов |  |
|  |                                      |  |                                   | порядок Астроцветные              |                    |  |                 |                 | род Скерда       |  |                       |  |                                                                                      |                                                                                      |  |
|  |                                      |  |                                   | порядок Астроцветные              |                    |  |                 |                 | род Скерда       |  | 1 инфравидовой таксон |  |                                                                                      |                                                                                      |  |
|  | отдел Цветковые, или Покрытосеменные |  |                                   |                                   | семейство Астровые |  |                 |                 | Скерда двулетняя |  |                       |  |                                                                                      |                                                                                      |  |
|  | отдел Цветковые, или Покрытосеменные |  |                                   |                                   |                    |  |                 |                 |                  |  |                       |  |                                                                                      |                                                                                      |  |
|  |                                      |  | ещё 63 порядка цветковых растений | ещё 63 порядка цветковых растений |                    |  |                 | ещё 1804 рода   | ещё 1804 рода    |  |                       |  |                                                                                      |                                                                                      |  |
|  |                                      |  |                                   | ещё 63 порядка цветковых растений |                    |  |                 |                 | ещё 1804 рода    |  |                       |  |                                                                                      |                                                                                      |  |

### Инфравидовые таксоны
- Crepis biennis var. americana  DC. (в статусе непроверенного по состоянию на декабрь 2022 г.)

### Синонимы
- Berinia biennis  Sch.Bip.
- Brachyderea biennis  Sch.Bip.
- Brachyderea biennis  (L.)  F.W.Schultz
- Crepis agrestis  Sadler ex DC.
- Crepis biennis var. silviae  Yuksip
- Crepis calcarea  Wender.
- Crepis glabra  Krock.
- Crepis lodomiriensis  Besser
- Crepis maritima  Boucher
- Crepis muricata  Gilib.
- Crepis sabauda  Balb. ex DC.
- Crepis scanensis  L.
- Crepis scanensis  L. ex Froel.
- Crepis transsilvanica  Schur
- Crepis tristis  Klokov
- Hedypnois biennis  Huds.
- Hieracioides biennis  (L.)  Rupr.
- Hieracium bienne  Hornem.
- Hieracium heterophyllum  Vuk.
- Limnoseris biennis  (L.)  Peterm.
- Limonoseris biennis  Peterm.